# فريدريش أوقست فون باولي
فريدريش أوقست فون باولي (بالألمانية: Friedrich August von Pauli)‏ (و. 1802 – 1883 م) هو مهندس ألماني، ولد في أوستهوفن، توفي في باد كيسينغن، عن عمر يناهز 81 عاماً.